# Operation Marijuana
Operation Marijuana (Originaltitel Growing Op, Alternativtitel Highschoolgirls und Marijuana) ist eine kanadische Filmkomödie des Regisseurs Michael Melski, der auch das Drehbuch schrieb.

## Handlung
Die Eltern des Teenagers Quinn züchten in ihrem Haus Cannabis in großem Stil. Sie lehnen einen konventionellen Lebensstil ab und unterrichten ihre Kinder zu Hause, um sie vor den ihrer Meinung nach schädlichen Einflüssen der Schule zu schützen. Quinn ist mit der Situation unglücklich, weil er keine Freunde hat.
Als eines Tages neue Nachbarn im Haus gegenüber einziehen, verliebt er sich in deren Tochter Crystal. Ihretwegen meldet er sich gegen den Widerstand seiner Eltern an der Highschool an. Dort wird er schnell zum Ziel des Spotts von Philip und dessen Freunden. Erst als Quinn auf einer Party mit seinen Kenntnissen über Cannabis prahlt, wird er von den meisten Mitschülern anerkannt und bewundert. Er schafft es sogar, dass Crystal mit ihm zum Abschlussball geht statt mit Philip. Am Tag des Balls stellt er Crystal seinen Eltern vor und zeigt ihr die Drogenplantage im Haus.
Auf der Tags darauf stattfindenden Schulabschlussfeier werden Quinn und seine Eltern von der Polizei verhaftet. Es stellt sich heraus, dass Crystal und ihre Eltern in Wahrheit verdeckt ermittelnde Beamte der Drogenfahndung sind. Quinn wird ein Deal vorgeschlagen: er soll im Tausch gegen Straffreiheit gegen seine Eltern aussagen. Auf Anraten seines Vaters geht er darauf ein.
Am Ende setzt Quinn, der von seinem Vater den Lageplan eines Verstecks mit Geld und Hanfsamen bekommen hat, die Familientradition fort und züchtet Cannabis.

## Hintergrund
Operation Marijuana wurde in Moncton, New Brunswick gedreht und erstmals am 12. September 2008 auf dem Atlantic Film Festival gezeigt. In Deutschland wurde der Film am 24. Juni 2011 auf DVD und Blu-ray veröffentlicht.

## Synchronisation
| Darsteller       | Deutscher Sprecher   | Rolle         |
| ---------------- | -------------------- | ------------- |
| Steven Yaffee    | Tobias Schmidt       | Quinn         |
| Wallace Langham  | Robin Brosch         | Bryce         |
| Rosanna Arquette | Joey Cordevin        | Diana         |
| Jon Cor          | Rasmus Borowski      | Philip        |
| Katie Boland     | Katharina von Keller | Hope          |
| Daniel MacIvor   | Kai Henrik Möller    | Charles       |
| Alberta Watson   | Ela Nitzsche         | Marilla       |
| Kate Lavender    | Sonja Stein          | Jasmine       |
| Nicole Maillet   | Arlette Stanschus    | Sky Pettigrew |
| Brandon Ellis    | Tilman Borck         | Clay          |

## Rezeption
„Bizarre Mischung aus Familiendrama und (Kiffer-)Komödie, die kurzweilig unterhält, gegen Ende hin aber einige Haken zu viel schlägt.“